# Joe Bawelino

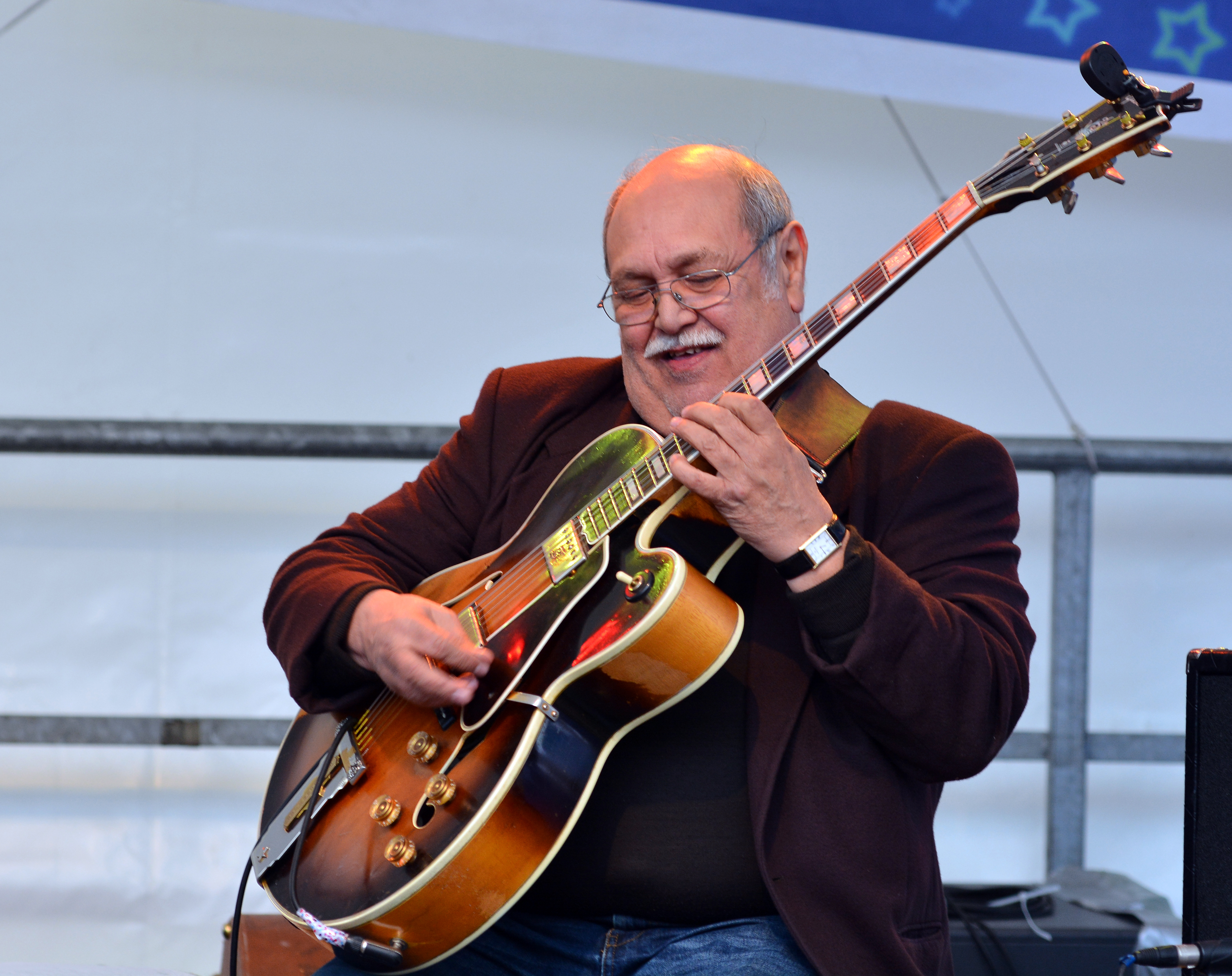
Joe Bawelino (Hamburger Hafengeburtstag 2014)

„Big Papa“ Joe Bawelino (* 1946 in München) ist ein deutscher Gitarrist des Gypsy-Jazz.

## Leben und Wirken
Bawelino entstammt der Tradition des Sinti-Gitarrenspiels, die durch Django Reinhardt popularisiert wurde. Gleichfalls ist er wesentlich beeinflusst von Joe Pass, Wes Montgomery und George Benson. Reinhardts Biographen halten ihn für einen „unschlagbar wendigen“ Gitarristen, „dessen Spiel nach unserer Einschätzung die wohl gelungenste swingendste Synthese aus Django und Charlie Christians Schule darstellt.“ Bawelino hat mehr als 40 Jahre Bühnenerfahrung; er spielte in den Ensembles von Alfred Lora, Wedeli Köhler und Romeo Franz. Zu seinem Trio, das auch mit Zipflo Reinhardt und Biréli Lagrène zu hören ist, gehörten Traubeli Weiss und Peter Bockius.
Auch trat er mit Häns’che Weiss und Raphaël Faÿs auf. Tom Lord verzeichnet sechs Aufnahmen Bawelinos zwischen 1993 und 2000.

## Diskographische Hinweise
- Happy Birthday Stephane (Edition Collage, 1993 mit Martin Stegner, Traubeli Weiss. Roland Wondra, Joachim Opp sowie Beate Sampson)[5]
- Romeo Franz & Ensemble Hot Swing (Marimba, 2010; mit Jan Honkys, Unge Schmidt, Banscheli Lehmann)